# Santuario mariano di Monte Grisa
Il Tempio Nazionale a Maria Madre e Regina (in sloveno Marijino svetišče na Vejni) è un santuario mariano cattolico a nord della città di Trieste. Sorge all'altitudine di 330 metri sul monte Grisa (in sloveno Vejna), da dove si ha una vista spettacolare della città e del golfo.
Fu progettato dall'ingegnere Antonio Guacci su schizzo del vescovo di Trieste e Capodistria Antonio Santin: la struttura triangolare evoca la lettera M, iniziale della Vergine Maria. Venne posata la prima pietra il 19 settembre 1959, mentre l'inaugurazione, ad opera dello stesso vescovo, avvenne il 22 maggio 1966. Il Santuario è caratterizzato da un'imponente struttura in cemento armato, con la presenza di due chiese sovrapposte.

## Storia
Nel 1945 il vescovo di Trieste e Capodistria Antonio Santin fece un voto alla Madonna per la salvezza della città, minacciata di distruzione dall'evoluzione degli eventi bellici. Finita la guerra, nel 1948 venne pubblicata sulla rivista Settimana del Clero la proposta di monsignor Strazzacappa di realizzare a Trieste, con l'intervento di tutte le diocesi d'Italia, un tempio nazionale dedicato alla Madonna.
Nel 1959 papa Giovanni XXIII decise che l'erigendo tempio sarebbe stato dedicato a Maria Madre e Regina, a ricordo della consacrazione dell'Italia al Cuore Immacolato di Maria, come simbolo di pace e unità tra tutte le genti, in particolare tra entrambi i lati del confine, che dal luogo del santuario dista meno di 10 chilometri.
Da aprile a settembre di quell'anno ebbe luogo quel "pellegrinaggio delle meraviglie” che per l'affluenza delle masse al passaggio della Madonna di Fátima nelle varie città fu definito “la più grande missione fatta in Italia”; il vescovo di Trieste ricevette la statua della Madonna pellegrina il 17 settembre 1959 e due giorni dopo, sul monte Grisa, fu posta la prima pietra del grande tempio, mentre il 20 settembre il santo simulacro ritornava a Fatima.
Era desiderio di tutti avere per il nuovo tempio una statua della Madonna di Fatima: a ciò provvide il vescovo di Leiria João Pereira Venâncio, il quale incaricò lo stesso scultore che aveva eseguito la statua per la capelinha di scolpirne una uguale per Trieste.
Monsignor Santin guidò un pellegrinaggio diocesano, da Trieste a Roma, per l'udienza speciale del 27 settembre 1959 concessa da Papa Giovanni XXIII, insieme ai pellegrini e al sindaco Mario Franzil e a Geltrude Casal, sua consorte, per supportare l'erezione del tempio mariano, dedicato alla Madonna di Fatima, con il consenso del vescovo di Leiria, e inoltre per perorare la creazione di una parrocchia, per i frati carmelitani scalzi a Trieste, nel rione di Gretta, avvenuta in seguito nel 1963. Il tempio mariano progettato dall'architetto Antonio Guacci fu completato nel 1965.
Il 1º maggio 1992 papa Giovanni Paolo II visitò il tempio.
Il tempio è considerato un classico esempio di architettura brutalista. Nel giugno del 2007 la copertura del tetto è collassata con un distacco di 60 tonnellate di materiale.
Dopo quasi dieci anni di lavori, con una spesa di circa quattro milioni di euro sostenuti dalla regione Friuli Venezia Giulia e dalla Soprintendenza alle belle arti, la costruzione è stata ripristinata al suo impianto originale. 
Nel 2016 e 2017 sono stati compiuti ulteriori restauri per un costo di mezzo milione di euro, interamente coperti da offerte spontanee. A questi sono seguiti altri interventi per ulteriori 150 000 euro per rifare l'impianto acustico e per l'acquisto di un organo.

## Opere d'arte

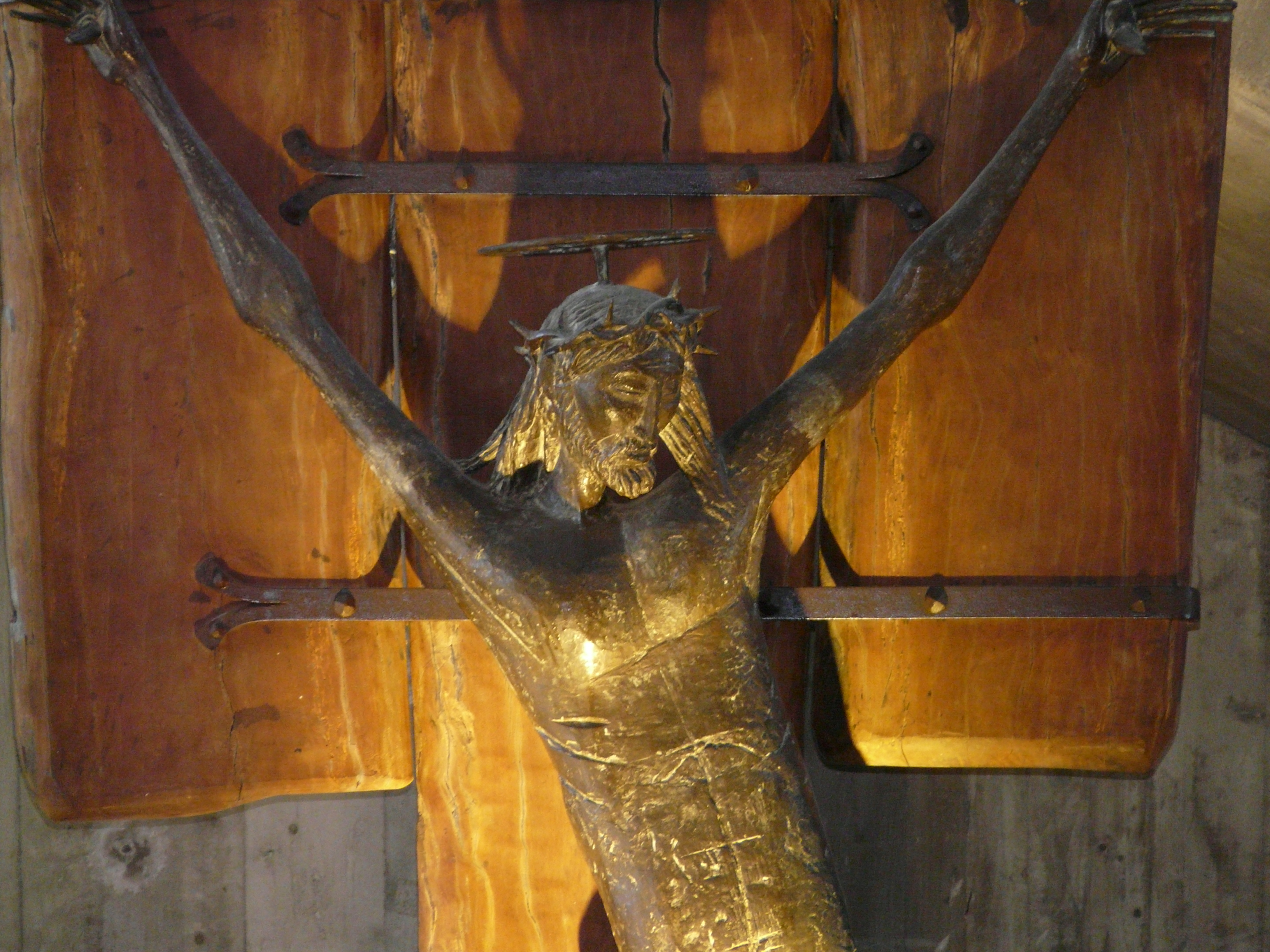
Crocifisso (1961), bronzo dello scultore Marcello Mascherini

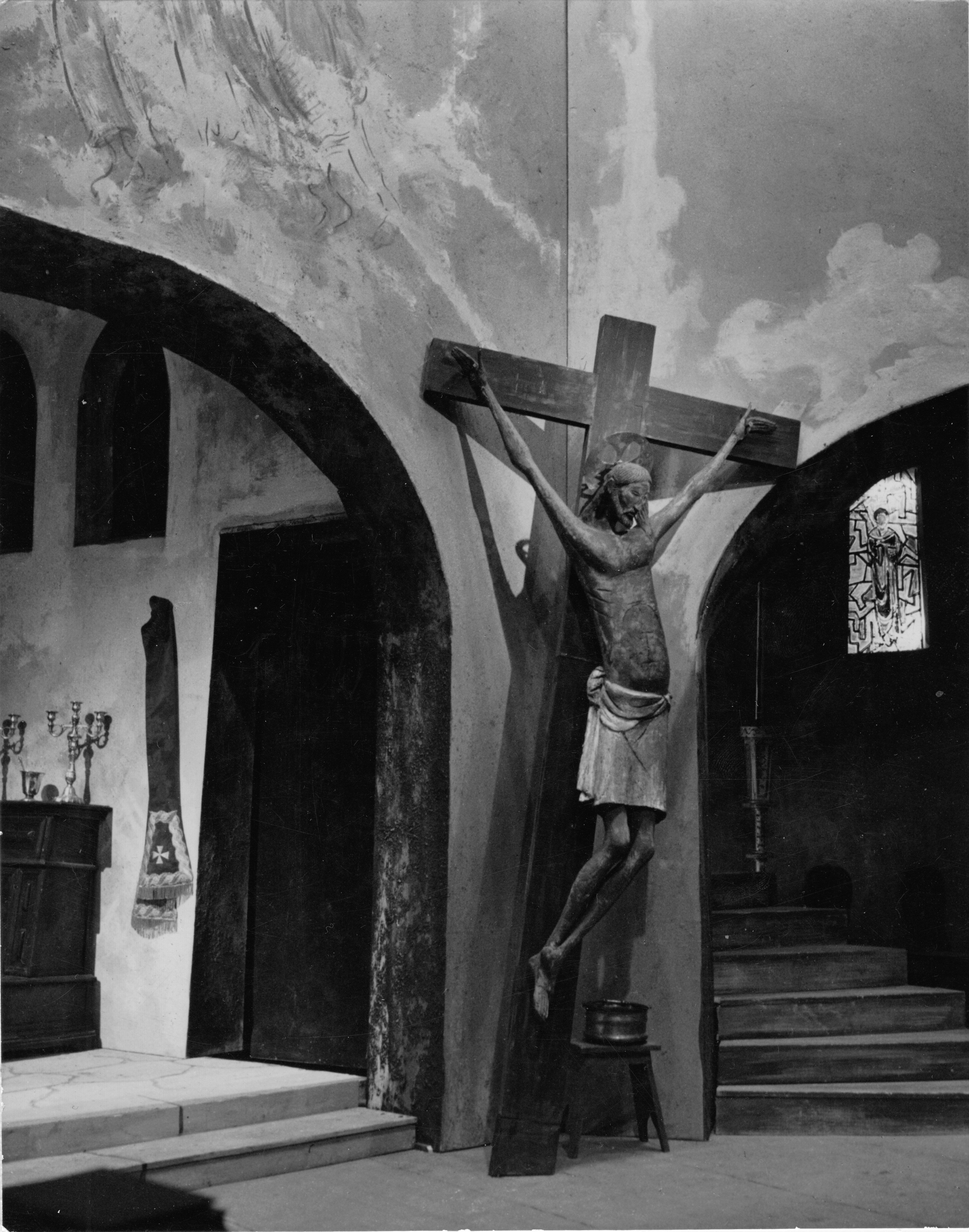
Crocefisso in gesso, scenografia di Marcello Mascherini per Inquisizione (opera di Diego Fabbri), 18 gennaio 1958 presso Teatro Nuovo di Trieste.

Nel giugno-luglio 1966 viene collocato il grande bronzo Crocefisso (1961, cat. 558) di Marcello Mascherini sulla parete dell'altare maggiore. Il gesso del Crocefisso faceva parte della scenografia di Inquisizione, opera di Diego Fabbri andata in scena il 18 gennaio 1958 al Teatro Nuovo di Trieste, per cui Mascherini cura le scene (in collaborazione con Marino Sormani) e i costumi. Il 3 settembre 1967 viene finalmente consacrato l'altare maggiore nel Tempio, decorato dal Crocifisso (1961) e da sei Candelabri bronzei sempre a opera di Mascherini.

## Nella cultura di massa
L'esterno del santuario compare nel film del 2022 Diabolik - Ginko all'attacco!, nel quale rappresenta un museo della città fittizia di Ghenf.
Il santuario è mostrato anche nella fiction La porta rossa, andata in onda su Rai 2 tra il 2017 e il 2023, con Lino Guanciale nel ruolo del protagonista.